# Азартні ігри в Таїланді
Азартні ігри в Таїланді, крім ставок на перегони або спонсоровані урядом Тайські лотереї, заборонені. За заборону відповідає закон Про азартні ігри 1935 року, що забороняє більше 120 картярських ігор, а будь-яка форма гри, окрім кількох дозволених, розглядається, як порушення закону. При цьому, в країні проводяться незаконні азартні ігри в казино та інші форми грального бізнесу, як у Бангкоку, так і деяких провінційних містах. Незважаючи на заборону, гральний бізнес як і раніше залишається найважливішою частиною тайської життя.

## Історія
Азартні ігри давно є особливістю тайського суспільства. Тайці брали участь у більш ніж 100 азартних іграх. Деякі ігри, такі як півнячі бої, бої биків і морські перегони є споконвічними для Сіамської культури.
В кінці XIX століття в Сіамі значне виросло число азартних ігор та їхня популярність. У іграх брали участь всі: від торговців до імігрантів. Саме в цей період лотереї було завезено з Китаю.
Протягом десятиліть уряд Таїланду дозволяло легальні гральні притони. Під час правління короля Рами III, уряд Таїланду розглядав легальні гральні притони, як джерело доходів. Згодом їх було закрито, щоб зменшити злочинну діяльність і банкрутства, пов'язані з іграми. Під час правління короля Рами V, гральний бізнес було заборонено. Всі гральні заклади були закриті 1 квітня 1917 року.
Закон Про азартні ігри вперше було прийнято 1930 року й переглянутий 1935-го. Під час прем'єрства Кхуанга Апайвонга, Міністерству фінансів було доручено легалізувати гральний бізнес в районі Пранбурі провінції Прачуапкхірікхан, що розташована між Центральним і Південним Таїландом. Однак, період легалізації казино тривав недовго. Після критики, уряд відмовився від спроб отримувати додатковий дохід від казино, і азартні ігри було вчергове заборонено.

## Форми ігр

### Казино

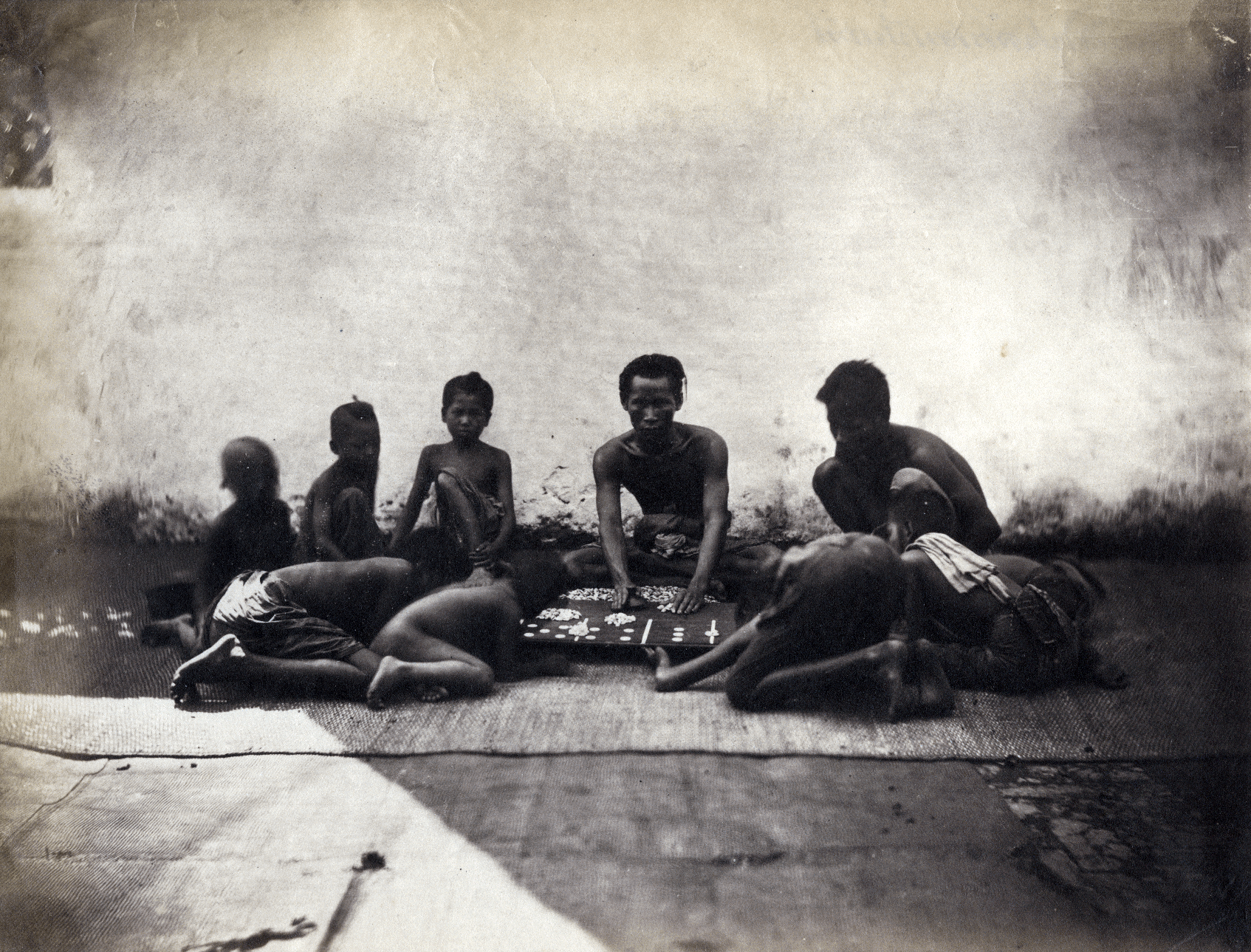
Азартні ігри в Сіамі. 1900 рік

Незважаючи на заборони азартних ігор, нелегальні казино широко поширені в Таїланді. Перші масштабні гральні будинки були створені в Аюттхаї урядом в кінці XVII-го — на початку XVIII-го століття в результаті швидкого зростання китайського населення. За XIX ст. число гральних будинків збільшилося відповідно до зростання китайських імігрантів. Для врегулювання ігр та оподаткування китайського населення в Таїланді, уряд закривав очі на азартні ігри серед китайських імігрантів. В результаті такого схвалення, місцеві жителі також стали грати в азартні ігри. Після прийняття 1930 року закону про азартні ігри в тайському суспільстві були повністю заборонені казино і азартні ігри.

### Лотереї
Лотерея з'явились у Таїланді 1820 року для китайських імігрантів. Спочатку в лотерею «хуай» в основному грали китайські імігранти. Під час правління короля Рами III це стимулювало обіг валют та приносило національний прибуток.

### Урядові лотереї
Під час правління короля Рами VI, уряд ввів лотереї як захід для збору податків. 1939 року уряд Плека Пібунсонграма створив лотерейні бюро, щоб організовувати регулярні щомісячні лотереї. Потім, до 1989 року, розіграші лотереї проводилися до двох разів на місяць, зазвичай 1 і 16 числа кожного місяця. В одному раунді брало участь до тридцяти восьми мільйонів квитків. 28 % вартості лотерейного квитка йшло до національного доходу, 12 % — до адміністрації й управління іграми, 60 % — поверталося гравцям у вигляді призів. Найпопулярнішою лотереєю в Таїланді є Thailand Government Lottery, її квитки мають водяні знаки для захисту від підробок.

### Спортивні ігри
Футбол є найбільш новою формою незаконного грального бізнесу в Таїланді. Завдяки сучасним технологіям, таким, як онлайн-перекази валюти, супутникове телебачення, інтернет і мобільні телефони, системи ставок на футбольні ігри широко поширилися серед населення Таїланду. 2010 року за участь у таких ставках на Чемпіонаті світу з футболу було заарештовано понад 1700 осіб.

### Онлайн-казино
2020 року, в рамках боротьби з онлайн-казино, Міністерство цифрової економіки Таїланду почало співпрацю з іншими відомствами країни, щоб блокувати сайти, що надають такі послуги. За даними міністерства, через ці сайти проходить понад 1 млрд батів ($ 32 млн). Під час рейду, проведеного в жовтні 2020-го, було заарештовано найбільшу за історію країни групу людей, що володіла онлайн-казино. За даними керівника національної поліції, угруповання використовувало 38 банківських рахунків, провівши через них 15 млрд бат (480 млн $) за півроку. Було проведено обшуки у офісах 9-х відомих гральних сайтів, заарештовано їхніх власників, а також конфісковано грошей та активів на 75 млн бат (2,41 млн $). Загалом було заблоковано 190 сайтів, серед яких в основному були онлайн-казино та порносайти, включно з Pornhub. Це блокування викликало хвилю протестів та звинувачення уряду в цензурі.

## Соціальні проблеми
Заборона на азартні ігри в Таїланді існує давно. В буддизмі азартні ігри є однією з чотирьох вад, що ведуть до руйнування людей. У тайському суспільстві ця концепція називається abaiyamuk (อบายมุข) або «ворота пекла». Іслам також забороняє азартні ігри. Вони відволікають від корисних справ, молитов (Коран 5:91).
Тайці мають старе прислів'я «десять загиблих у вогні не дорівнюють одному, хто програв у азартні ігри», яка відображає соціальні проблеми, пов'язані з азартними іграми в тайській культурі. Проблеми включають в себе насильство, фінансові проблеми, залежність від ігор. Незважаючи на заборону, гральний бізнес як і раніше залишається найважливішою частиною тайської життя. Тайці часто грають на різних церемоніях і фестивалях.
Центр Міністерства охорони здоров'я з досліджень азартних ігор Таїланду надає ряд психологічних послуг тим, у кого з'явилася залежність від ігор. Для тайців азартні ігри, казино, ставки на спорт й інші варіанти розглядаються, як розваги. Загалом у Таїланді азартні ігри розглядають швидше як соціальні проблеми, ніж медичні.